# Guaifer de Benevento
Guaifer (de asemenea, Waifer, Waifar sau Gaideris) (d. 881) a fost principe longobard de Benevento de la 878 până la moarte.
Guaifer a fost fiul principelui Radelgar, însă era prea tânăr pentru a-i succeda tatălui său la moartea acestui (854, astfel că a fost nevoie să aștepte moartea unchiului său, Adelchis, pentru a deveni principe.
În 879, în timpul disputei asupra tronului Capuei și a diocezei sale, el a venit în sprijinul lui Pandenulf împotriva propriului său cumnat, Lando al III-lea. 